# Lejonlilja
Lejonlilja är sentida konventionell benämning på en medeltida svensk frälsesläkt från Uppland som härstammar från Eskil Andersson och dog ut under senare häften av 1300-talet.
Vapen: en styckad vapensköld med ett lejon och en halv lilja, vilket gett ätten dess namn. 
Vapnet har stora likheter med Magnus Marinasons ätt också kallad Leopard, vilken för en kluven sköld med ett lejon och en halv lilja, men genealogiska kopplingar är inte kända.
Stamfadern var Eskil Andersson. Carl Kjellberg  ansåg att han var gift med Margareta, dotter till Kristiern från Öland, något som Hans Gillingstam tillbakavisade.
1. Riddaren Anders Eskilsson (död 1359), riddare och riksråd[3], häradshövding i Sundbo härad i Närke, Kallar Lidinvard Haraldsson syssling i ett brev från 1349, förmodligen samma brev där han är nämnd 1 april 1349[4]. Anders Eskilsson var gift med Margareta Eriksdotter, dotter till Erik Östensson (Örnsparre)[5]
  1. Bengt Andersson
    1. Bengta Bengtsdotter
2. Ingeborg Eskilsdotter (Lejonlilja) var gift med Johan Knutsson (Tre rosor) [6]